# Чаманзор (район Рудаки)
Чаманзор (тадж. Чаманзор; до 2008 года — Пахолсой) — село в районе Рудаки Республики Таджикистан. Входит в состав джамоата (сельской общины) Чоргултеппа.
Находится на расстоянии 5 км от районного центра (пгт. Сомониён).
Население — 322 чел. (2017).